# Bellevalia romana
Bellevalia romana är en sparrisväxtart som först beskrevs av Carl von Linné, och fick sitt nu gällande namn av Robert Sweet. Bellevalia romana ingår i släktet Bellevalia och familjen sparrisväxter. Inga underarter finns listade i Catalogue of Life.

## Bildgalleri

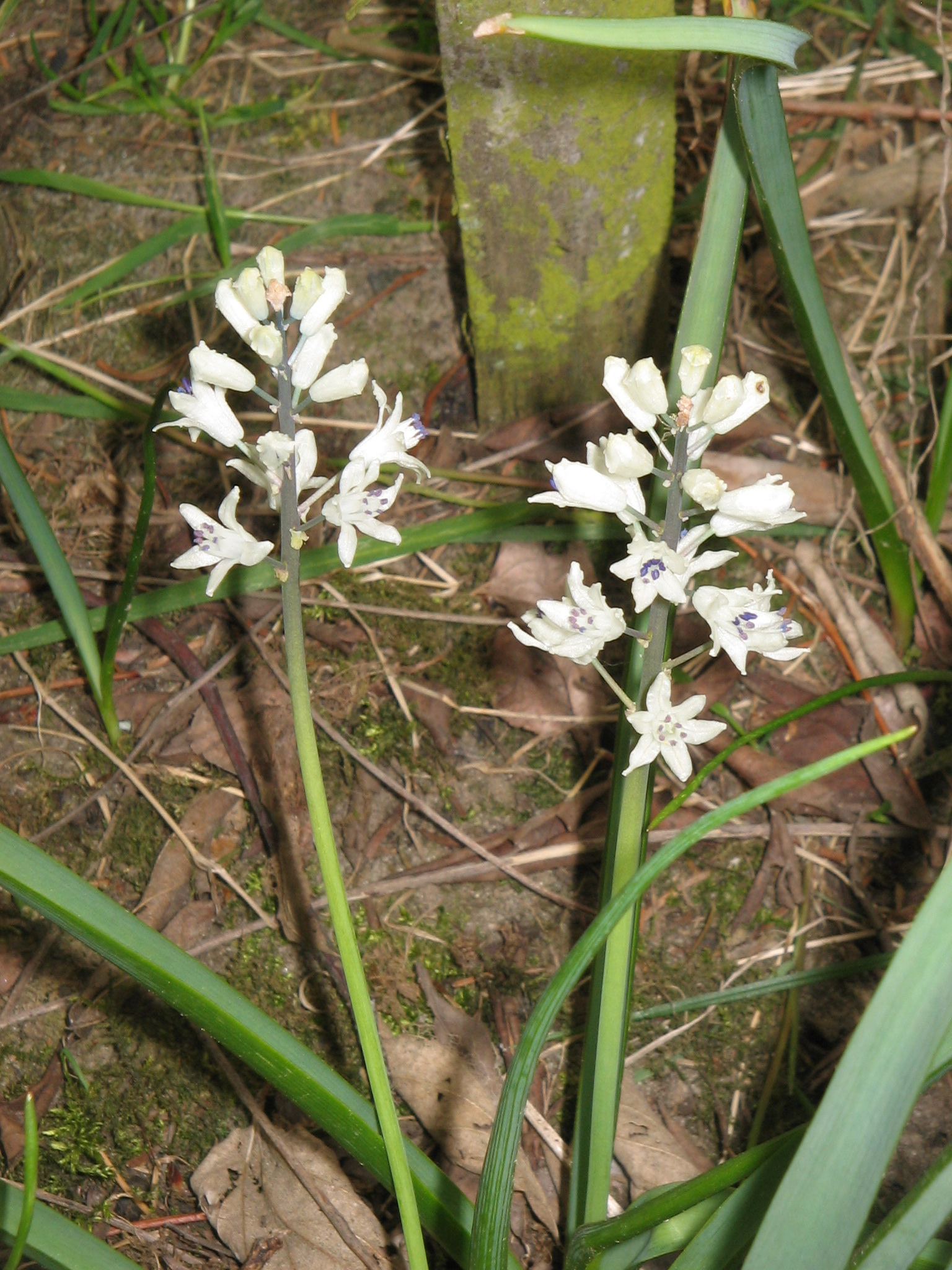
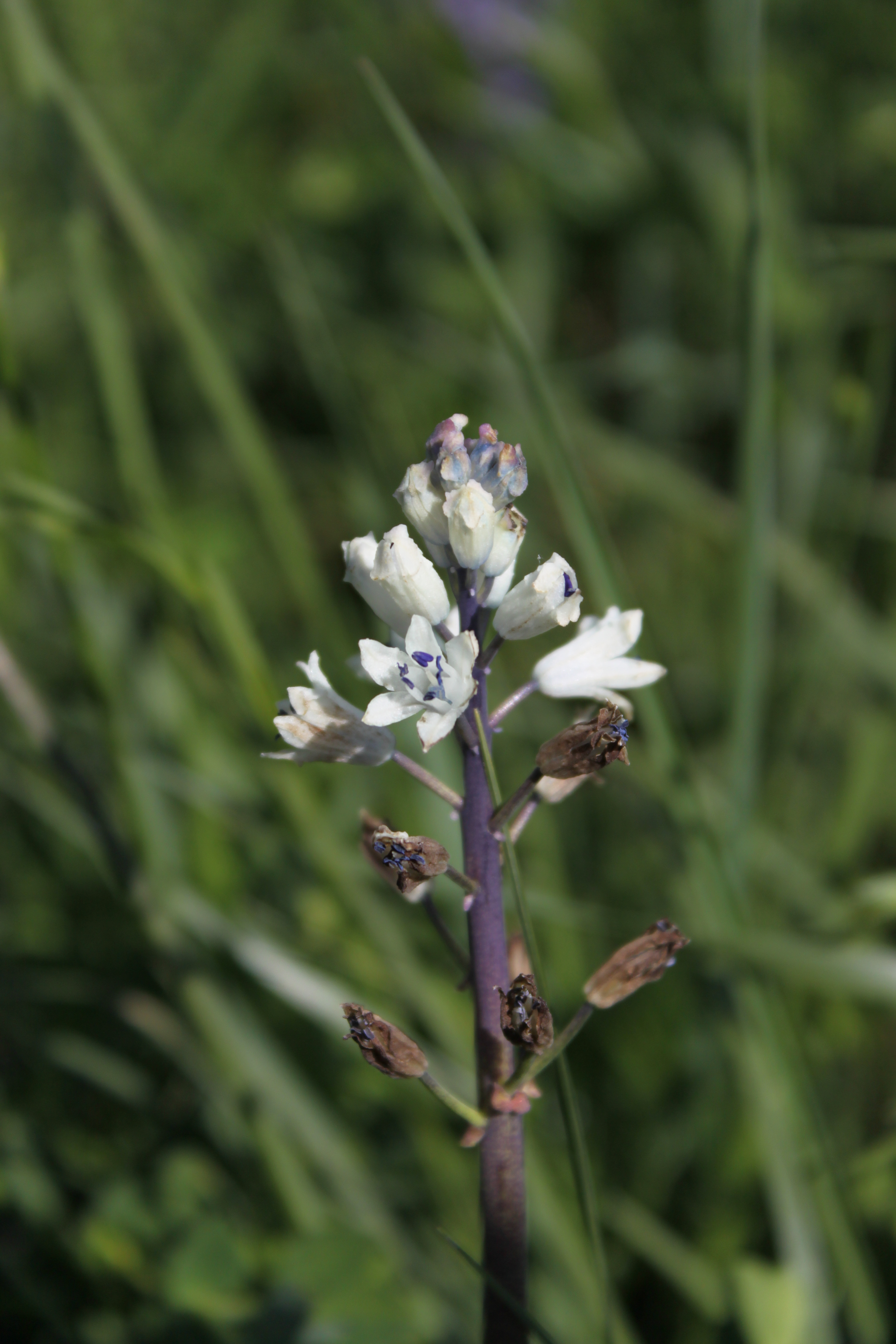
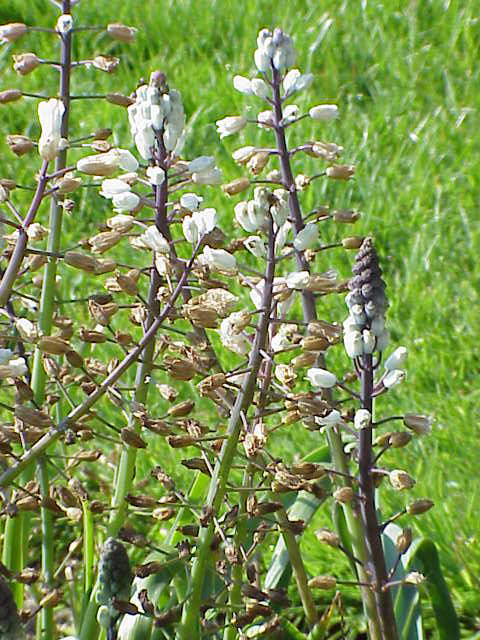
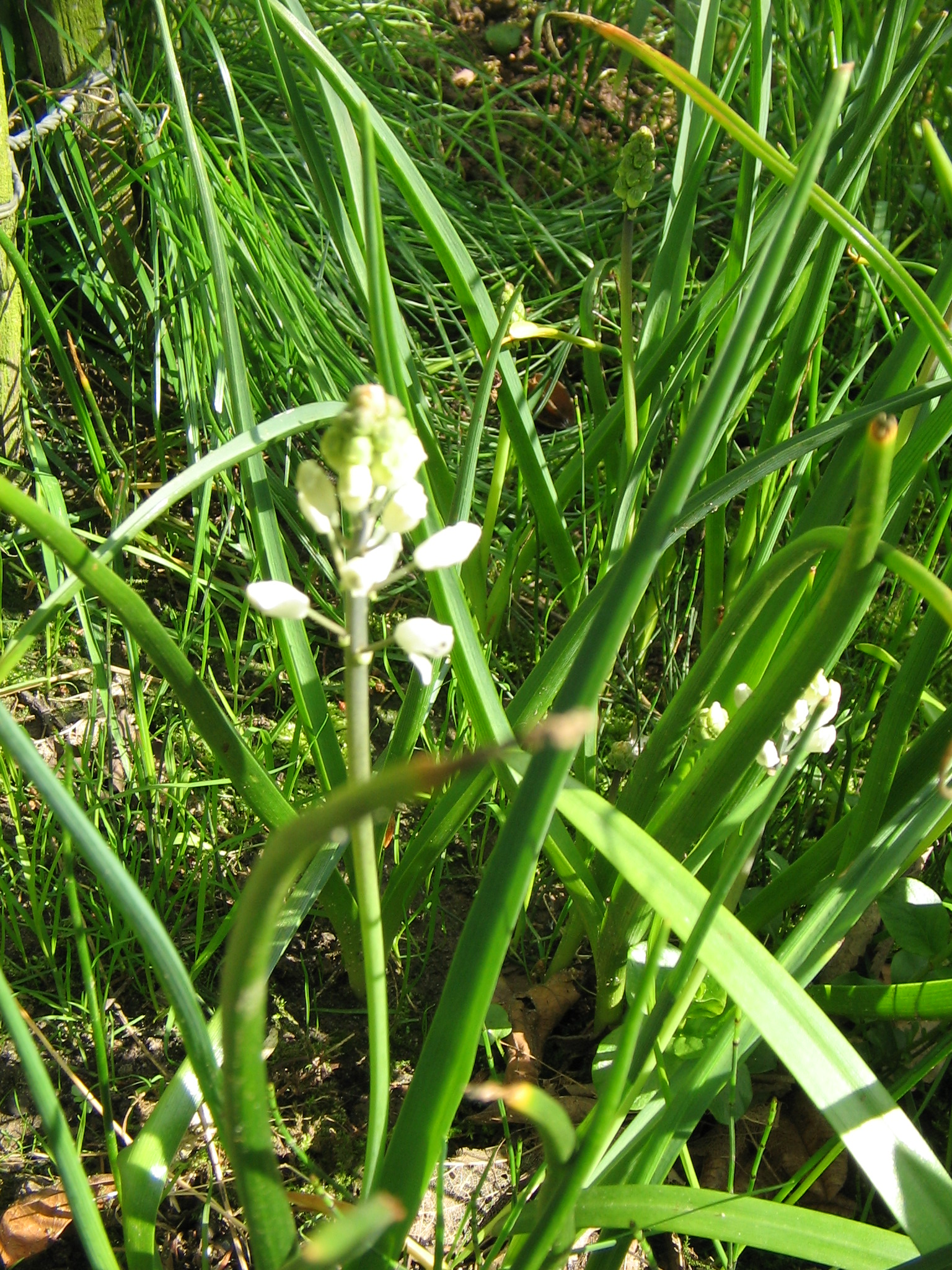
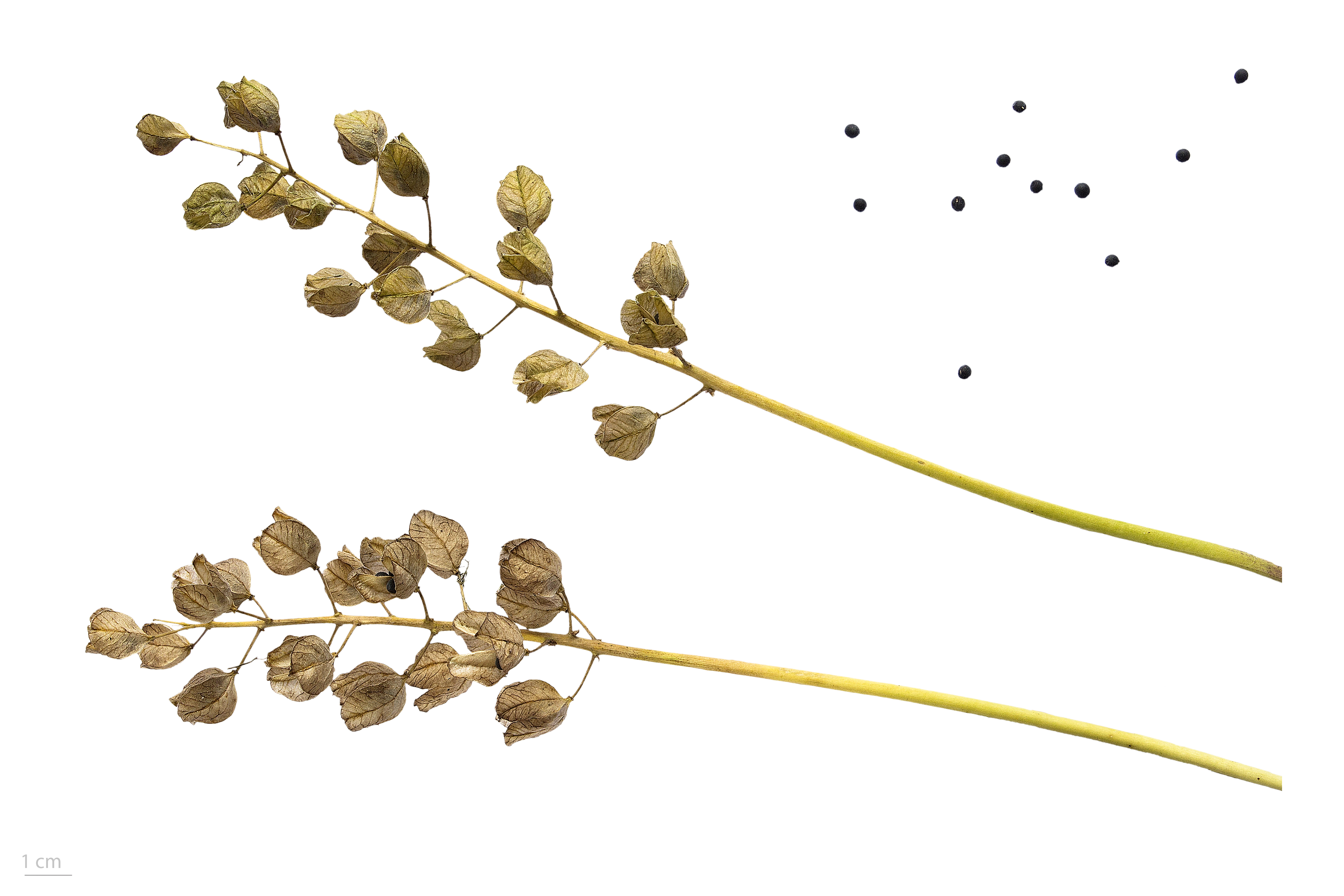
seeds